# Салим аль-Хиляли
Сали́м ибн ’Ид аль-Хиля́ли (араб. سليم بن عيد الهلالي‎) — известный иорданский салафитский богослов, ученик знаменитого богослова-хадисоведа Насируддина аль-Албани.
Салим аль-Хиляли происходит из арабского племени бану хиляль, которое изначально обитало в Неджде на Аравийском полуострове. Предки Салима переселились в Бир-эс-Саб (Беэр-Шева) в пустыне Негев. В ходе исхода палестинцев они были вынуждены переселиться в город Аль-Халиль (Хеврон) на Западном берегу реки Иордан, где и родился в 1957 году Салим ибн Ид аль-Хиляли. Раннее детство Салим провёл в городе Рамалла, но после Шестидневной войны его семья переселилась в Иорданию. После получения начального образования Салим аль-Хиляли поступил в Иорданский университет, потом изучал арабский язык в Бейруте (Ливан), а затем поступил на магистратуру в Пакистане по специальности хадисоведение.
Салим аль-Хиляли начал обучаться шариатским дисциплинам в 17-летнем возрасте. В 1973 году состоялась его первая встреча с Насируддином аль-Албани. В 1978 он отправился в Дамаск к аль-Албани, где посещал его уроки. Салим аль-Хиляли посещал Пакистан и Саудовскую Аравию, где встречался с такими салафитскими улемами, как Хаммад аль-Ансари, Ибн Баз, Мухаммад ибн Салих аль-Усаймин и др. Вместе с Али аль-Халяби и др. учениками Насируддина аль-Албани открыл газету «аль-Асала», а после смерти своего учителя основал центр (марказ) имени аль-Албани.
Сообщество салафитов, сформировавшееся вокруг Насируддина аль-Албани в 1980-е — 1990-е годы, в том числе Салим аль-Хиляли и Али аль-Халяби, является чрезвычайно «пассивным» по своей природе. Они не поддерживали активно иорданский режим, но сильно порицали такфир короля Иордании и правительства страны, решительно отвергали любое насилие против государства и приняли строго аполитичную позицию. По словам аль-Хиляли, государство не надо объявлять «неисламским» и изменять его силой, в противном случае это приведёт к закрытию всех мечетей и заключению всех исламских учёных в тюрьмы.